# Wikipédia en banjar
Wikipédia en banjar (en banjar : Wikipidia basa Banjar) est l’édition de Wikipédia en banjar, langue malaise parlée dans le sud de Bornéo en Indonésie. L'édition est lancée le 17 octobre 2010,,,. Son code est : bjn.
Au 20 mars 2025, l'édition en banjar contient 11 154 articles et compte 15 796 contributeurs, dont 63 contributeurs actifs et 3 administrateurs.

## Présentation

Aire de diffusion du banjar à Bornéo (n°6 sur la carte).

## Statistiques
- Au 26 septembre 2022, l'édition en banjar contient 4 657 articles et compte 12 899 contributeurs, dont 43 contributeurs actifs et 2 administrateurs.
- Le 22 octobre 2022, elle atteint 5 000 articles[5].
- Le 25 août 2023, elle contient 10 310 articles et compte 13 870 contributeurs, dont 34 contributeurs actifs et 3 administrateurs.
- Le 7 août 2024, elle contient 10 770 articles et compte 15 016 contributeurs, dont 38 contributeurs actifs et 3 administrateurs.
- Le 30 septembre 2024, elle contient 10 818 articles et compte 15 200 contributeurs, dont 34 contributeurs actifs et 3 administrateurs.